# 陸淑美
陸淑美（1962年11月25日—），中華民國政治人物，中國國民黨籍，現任高雄市議會連任七屆之議員，曾任高雄市議會副議長。
他是高雄白派人馬，屬前立法院長王金平子弟兵，曾任高雄縣市合併升格前之高雄縣副議長，2010年因抽籤敗給蔡昌達而未能連任副議長。2018年回鍋擔任高雄市議會副議長而成為高雄市合併升格以來首位國民黨籍副議長。
2020年6月，時任議長許崑源輕生而於任內逝世，因而暫代議長至7月31日補選為止，成為高雄市議會首位國民黨籍代理女議長。其女為黃韻涵，曾於2016年與2020年參選立委，唯均不敵民進黨尋求連任的邱志偉。陸淑美於2025年宣布退休，並讓黃韻涵接棒。

## 選舉紀錄
| 年度 | 選舉屆數               | 選舉區           | 所屬政黨   | 得票數 | 得票率 | 當選標記 | 備註     |
| ---- | ---------------------- | ---------------- | ---------- | ------ | ------ | -------- | -------- |
| 1998 | 第十四屆高雄縣議員選舉 | 高雄縣第四選舉區 | 中國國民黨 | 4,831  | 6.25%  |          | 婦女保障 |
| 2002 | 第十五屆高雄縣議員選舉 | 高雄縣第四選舉區 | 中國國民黨 | 8,324  | 7.37%  |          |          |
| 2005 | 第十六屆高雄縣議員選舉 | 高雄縣第四選舉區 | 中國國民黨 | 10,717 | 8.73%  |          |          |
| 2010 | 第一屆高雄市議員選舉   | 高雄市第三選舉區 | 中國國民黨 | 18,338 | 13.05% |          |          |
| 2014 | 第二屆高雄市議員選舉   | 高雄市第三選舉區 | 中國國民黨 | 17,650 | 13.16% |          |          |
| 2018 | 第三屆高雄市議員選舉   | 高雄市第三選舉區 | 中國國民黨 | 25,565 | 17.77% |          |          |
| 2022 | 第四高雄市議員選舉     | 高雄市第三選舉區 | 中國國民黨 | 16,140 | 13.22% |          |          |

## 外部連結
- 陸淑美的Facebook專頁